# Franz Binder von Krieglstein
Franz Binder von Krieglstein (Vienna, 3 ottobre 1774 – Vienna, 8 gennaio 1855) è stato un diplomatico e nobile austriaco.

## Biografia
Franz Binder von Krieglstein fu al servizio diplomatico dell'Impero austriaco per oltre 40 anni. Dal 1803 al 1808 fu chargée d'affaires all'ambasciata austriaca a Berlino ed a partire dal 1810 fu a capo di numerose ambasciate europee: dal 1810 al 1812 fu a Copenaghen, dal 1812 al 1813 a Stoccarda, dal 1815 al 1820 a L'Aia, dal 1820 al 1823 a Torino, dal 1823 al 1824 a Lisbona, dal 1826 al 1837 a Berna ed infine dal 1837 al 1843 a Dresda.
Binder von Krieglstein fu in questi anni uno dei più stretti collaboratori del ministro degli Esteri conte Philipp von Stadion e del cancelliere principe Klemens von Metternich, venendo annoverato tra i pionieri del Congresso di Vienna. Durante la sua missione diplomatica nel regno di Württemberg, venne chiamato a partecipare ai lavori della Pace di Praga del 1813. Dal 1813 al 1814 fu a capo del dipartimento viaggi della Cancelleria di Stato.
Suo fratello minore Friedrich Binder von Krieglstein (1775 - 1836), seguì anch'egli la carriera diplomatica.